# Тбилисская духовная академия
Тбилисская духовная академия (груз. თბილისის სასულიერო აკადემია — Тбилисис сасулиэро академиа) — высшее богословское учебное заведение Грузинской православной церкви.

## История
Основана в 1988 году на базе Мцхетской духовной семинарии, ректором которой был Католикос-патриарх Грузии Илия II.
С 2009 года ректором академии является настоятель Сионского кафедрального собора протопресвитер Георгий Звиададзе.

## Ректоры[1]
- Зосима (Шиошвили) (1988 — 1989)
- Иоанн (Гамрекели) (1989 — 1993)
- Авраам (Гармелия) (1993 — 2004)
- Феодор (Чуадзе) (2004 — 2005)

- Илия II (2005 — 2009)
- Георгий Звиададзе, протопресвитер (с 2009)